# 那須宗久
那須 宗久（なす むねひさ）は、鎌倉時代初期の武士とされる伝説上の人物。宮崎県椎葉村に伝わる鶴富姫伝説で知られる。通称は大八郎。

## 概要
弓の名手として有名な那須宗高（与一）の弟とされる。江戸時代中期に編纂された『椎葉山由来記』によると、源頼朝の命を受け、病身の兄・宗高の代理として、宗高の次男とされる宗昌ら手勢を率いて、日向国椎葉へ平氏残党の追討に向かい、元久2年（1205年）向山の平氏残党を討つ。次いで椎葉に進撃するが、平氏残党が農耕に勤しみ、戦意を喪失している様を目の当たりにし、追討を取り止め、幕府には討伐を果たした旨を報告した。宗久はそのまま椎葉に滞在し、屋敷を構え、農耕技術を伝え、平家の守り神である厳島神社を勧請するなどして落人達を慰めた。また、平清盛の末孫とされる鶴富姫を寵愛し、鶴富は妊娠したが、その直後の貞応元年（1222年）に宗久は鎌倉より帰還命令を受けたという。宗久は「やがて安産なし男子出生に於ては我が本国下野の国へ連れ越すべし、女子なる時は其身に遣す」と言って太刀と系図を与え帰国したと伝わる。その後、鶴富は女子を生み、長じて婿を取り、婿が那須下野守を名乗って椎葉を支配したといわれる。戦国時代に椎葉を治めた国人・那須氏は、宗久と鶴富の子孫とされる。
元久元年（1204年）に平家追討の宣旨が出されているが、その追捕使が那須宗久であったという記録は無く、椎葉の伝説にのみ残る人物である。また『椎葉山由来記』の記載によると、元久2年に椎葉に入り、3年間滞在したというが、椎葉を去ったとされる貞応元年は17年後であり、矛盾がある。

## 伝承
- 椎葉村下福良には、宗久が植えたものと伝えられている八村杉があり、国の天然記念物に指定されている。
- 椎葉という地名は、宗久が陣小屋を椎の葉で覆ったことに由来して名付けられたと言われる。
- 五ヶ瀬町の鞍岡という地名は、宗久が行軍の際、山が険しく馬を乗り捨てたことから「鞍置」と呼ばれていたのが、転じて鞍岡と名付けられたと言われる。

## その他
- 椎葉村下福良には、江戸期に庄屋を務めた那須家住宅（国の重要文化財）がある。この住宅は鶴富屋敷と通称されるが、現存する建物は江戸時代後期、文政6年（1823年）頃の建立である[1]。
- 民謡「ひえつき節」では、宗久と鶴富姫の伝説を題材として「那須の大八鶴富置いて椎葉立つときゃ目に涙」などと歌われるが、この歌詞は元々あった労働歌に昭和15年（1940年）になってから加えられたものである。
- 現在でも椎葉村には「那須」姓が多い。